# Roteck (Ötztaler Alpen)
Das Roteck (italienisch Monte Rosso) ist mit 3337 m die höchste Erhebung der Texelgruppe in Südtirol. Noch Ende des 19. Jahrhunderts hieß der Berg Zehnerspitze und nützte den Bewohnern des Pfossentals zur Bestimmung der Uhrzeit. Der Berg ist im Naturpark Texelgruppe unter Schutz gestellt.
Die erste belegte Besteigung gelang am 14. Juli 1872 Theodor Petersen, zwischen 1869 und 1894 Vorstand der Sektion Frankfurt am Main des Deutschen Alpenvereins, Rochus Raffeiner, Schmied von Katharinaberg, und dem Hirten Illdefons Kobler über den Südwestgrat.
Die übliche Besteigung erfolgt ohne Gletscherberührung von der Lodnerhütte aus dem Zieltal und gilt in weiten Teilen als relativ unschwierig. Allerdings ist der letzte mit diversen Eisensicherungen versehene Aufschwung am Ostgrat sehr steil und ausgesetzt. An dieser Schlüsselstelle gab es in den letzten Jahren zwei Felsstürze, was den Schwierigkeitsgrad etwas erhöht. Ein Klettersteigset wird empfohlen.
Das Gipfelkreuz wurde 1978 angebracht.